# Революционные комитеты
Революционные комитеты (ревкомы) — временные властные органы, создаваемые большевиками и наделённые чрезвычайными полномочиями, действовавшие во время Гражданской войны в России. Сосредоточивали всю полноту гражданской и военной власти. В организации и деятельности их был использован опыт военно-революционных комитетов периода Октябрьской революции 1917 года.
Крупнейшими территориальными революционными комитетами были: Всеукраинский, Азербайджанский, Армянский, Сибирский, Дагестанский ревкомы, а также ревкомы БССР, Башкирской АССР, Грузии и ревком по управлению Киргизским краем. Также вводились губернские, уездные, волостные и сельские ревкомы.
2 января 1920 года Совет рабочей и крестьянской обороны постановил упразднить губернские и уездные революционные комитеты. Они могли быть сохранены лишь в порядке исключения и там, где это было продиктовано необходимостью. В Армении и Грузии, где советская власть окончательно победила лишь в конце 1920 — начале 1921, ревкомы создавались и в 1921 году. Сибирский революционный комитет функционировал по декабрь 1925 года. В некоторых районах Чечни ревкомы вводились и позднее, в частности в 1926 г.
| Ревком          | Начало действия | Окончание действия |
| --------------- | --------------- | ------------------ |
| Всеукраинский   | в декабре 1919  | в феврале 1920     |
| БССР            | ноябрь 1918     | декабрь 1920       |
| Азербайджанский | 28 апреля 1920  | май 1921           |
| Армянский       | ноябрь 1920     | май 1921           |
| Башревком       | март 1919       | июль 1920          |
| Кирревком       | июль 1919       | октябрь 1920       |
| Сибирский       | август 1919     | декабрь 1925       |
| Грузии          | февраль 1921    | март 1922          |
| Дагестанский    | апрель 1920     | декабрь 1921       |
| Бурнарревком    | 20 марта 1920   | июль 1921          |